# Ворона та Лисиця
«Ворона та Лисиця» (рос. «Ворона и Лисица») — байка російського письменника Івана Крилова, написана не пізніше 1807 року. Вперше опублікована в часописі «Драматичний вісник» у 1808 році.

## Історія створення
Іван Крилов використав древній сюжет, що з'являється в Езопа, Федра, Бабрія, Ігнатія Діакона, Жана де Лафонтена, Готгольда Лессінга, Олександра Сумарокова та Василя Тредіаковського. У байці Езопа лисиця обманювала крука з допомогою лестощів, щоб отримати м'ясо. Сир уперше з'являється у версії Федра у I столітті н. е. Крук (уособлення мудрості) змінюється на ворону (для російськомовного читача — символ розтяпи) вперше у версії Сумарокова.

## Сюжет
Байка відкривається вступом-мораллю: автор попереджає, що «лестощі гидкі, шкідливі; але тільки все не на користь, І в серці підлабузник завжди знайде куточок». Далі розповідається історія про ворону, що десь роздобула шматок сиру й збирається його з'їсти. Випадково пробігає повз лисиця, почувши сир, захотіла відібрати його, і заради цього почала розхвалювати ворону та вмовляти її заспівати. Піддавшись на лестощі, ворона каркнула, сир випав, і лисиця втекла з ним.